# مهره گوریان
مهره گوریان (به انگلیسی: Gaurean Na Mohra) یک شهر در پاکستان است که در اسلام‌آباد واقع شده‌است. مهره گوریان ۶۰۰ متر بالاتر از سطح دریا واقع شده‌است.